# Wiesław Glos
Wiesław Albin Glos (* 12. September 1936 in Krakau; † 6. Januar 2021 ebenda) war ein polnischer Fechter.

## Biografie
Wiesław Glos, der 1958 und 1959 polnischer Einzelmeister mit dem Degen wurde, gewann bei der 1. Sommer-Universiade 1959 in Turin die Silbermedaille mit der Mannschaft. Im gleichen Jahr belegte er bei den Weltmeisterschaften den vierten Platz. Bei den Olympischen Spielen 1960 in Rom trat er im Einzel- und Mannschaftswettbewerb des Degenfechtens an. Vier Jahre später bei seiner zweiten Olympiateilnahme in Tokio nahm er nur am Einzelwettkampf mit dem Degen teil. 
Glos schloss ein Architekturstudium an der Technischen Universität Krakau ab.